# Cratere Wergeland
Wergeland  è un cratere sulla superficie di Mercurio.